# Incêndio no Edifício Grande Avenida
O Incêndio no Edifício Grande Avenida foi um incêndio ocorrido na tarde do dia 14 de fevereiro de 1981 no Edifício Grande Avenida no centro da cidade de São Paulo.
Ao todo 17 pessoas morreram e outras 100 pessoas ficaram feridas no incidente. O prédio possuía 20 andares, onde apenas os 3 últimos andares do prédio não ficaram totalmente destruídos. A principal causa do incêndio foi a sobrecarga no circuito elétrico do edifício.

## Cronologia

### Antecedentes
O Edifício Grande Avenida, é um prédio construído entre os anos de 1962 e 1966 onde em apenas 3 anos de sua construção, sofreu com um incêndio de menores proporções no dia 13 de janeiro de 1969. Dos 19 andares do edifício, 14 foram completamente destruídos pelas chamas, sendo que uma das colunas de sustentação sofreu rachaduras. Apesar da intensidade do incêndio, ninguém se feriu, o prédio foi reformado e reinaugurado.
Na data do incidente, o edifício era utilizado para fins comerciais onde funcionavam duas agências bancárias, escritórios comerciais e uma torre de transmissão da TV Record. Por ter ocorrido em um sábado, o edifício não estava com sua ocupação máxima, o que evitou maiores vítimas.

### Evento
Próximo ao meio dia uma sobrecarga elétrica no edifício ocasionou o início dos focos de incêndio na sobreloja do edifício, o fogo se alastrou rapidamente, principalmente por conta de uma corrente de vento vinda da Avenida 9 de Julho localizada nos fundos do prédio, local onde funcionários da empresa Construtora Figueiredo Ferraz estavam trabalhando em um projeto atrasado.
No início das chamas existiam cerca de 50 pessoas dentro do edifício, entre elas: vigilantes, funcionários da limpeza, funcionários da construtora, funcionários de plantão e técnicos da torre da TV Record. Assim os presentes nos primeiros andares conseguiram fugir rapidamente do local, porém as demais pessoas que estavam a cima da sobreloja acabaram ficando presas tendo em vista que todos os andares possuíam portas corta-fogo e de pânico menos a sobreloja onde o incêndio começou.
Outra preocupação, era a existência de materiais inflamáveis no topo do prédio onde estavam armazenadas itens para a manutenção da torre da TV Record os itens em questão eram: mais de vinte latas de tinta para pintar a torre, além do óleo diesel, que mantinha o gerador da torre funcionando.

### Resgate
Os bombeiros após diversos chamados, seguiram com a viaturas para os arredores da Praça da Sé, subiram a avenida Brigadeiro Luís Antônio, somando-se a eles outras viaturas vindas da guarnição da rua da Consolação. Alguns policiais ajudavam na proteção ao redor do prédio e alguns médicos que passavam pelo local esperavam próximos ao local para auxiliar as primeiras vítimas do incêndio. Ao todo foram mobilizados:
- 250 bombeiros.
- 40 viaturas, incluindo: escada magirus, auto-escada, guindaste e cinco helicópteros para salvamento.

Mesmo com a velocidade dos bombeiros para o atendimento da ocorrência, a falta de água para combater o fogo retardou o trabalho de combate ao incêndio. Prejudicados pela falta de estrutura, alguns bombeiros entraram nos andares iniciais do prédio, sem a devida proteção para auxiliar no resgate das vítimas  com segurança o que ocasionou alguns feriados com baixa gravidade.
Ao perceberem pessoas em andares superiores do prédio, os civis escreveram com cal no solo repetidamente a palavra "calma!" assim solicitando com que as pessoas não saltassem do prédio. Mesmo com os avisos, um momento emocionante do resgate um auxiliar de escritório Cosme Adolfo Barreira que, desesperado com a violência das chamas, acabou jogando os dois filhos pela janela e depois se jogando numa laje logo abaixo. O pai e as crianças (Luciano de 5 anos e sua irmã Elaine de 4 anos) foram resgatados e não sofreram nenhum ferimento grave.

## Rescaldo
Após o evento, foi constatado que 17 pessoas que estavam presentes no prédio morreram no fatídico evento, além de outras 100 pessoas (incluindo bombeiros) que se machucaram durante o combate das chamas, o prédio ficou 60% destruído e foi reformado após o incidente.

### Investigações e consequências
As investigações apontaram que a principal causa do incêndio foi a sobrecarga no circuito elétrico do edifício e que alguns fatores contribuíram para a tragédia, como a inexistência da porta contra fogo na sobreloja do prédio e a falta de água e a má manutenção dos hidrantes da Avenida Paulista onde o mais próximo estava com sua tampa emperrada. Assim após as investigações, foram atualizadas as normas técnicas para a realização de manutenção e construção em edifícios e diversos edifícios e hidrantes na região da Avenida Paulista foram vistoriados para garantir o bom funcionamento.